# 毛叶合欢
毛叶合欢（学名：Albizia mollis）为豆科合欢属的植物。分布于尼泊尔、印度以及中国大陆的云南、贵州、西藏等地，生长于海拔1,800米至2,500米的地区，多生长在山坡林中，目前尚未由人工引种栽培。
其种加词“mollis ”意为“柔软的”。
现接受名为Albizia julibrissin var. mollis (Wall.) Benth., 1844。

## 别名
大毛毛花（植物名实图考）

## 延伸阅读
[在维基数据编辑]
 《植物名實圖考·大毛毛花》，出自吳其濬《植物名實圖考》